# Elis Schröderheim
Elis Schröderheim (före adlandet Schröder), född 26 mars 1747 i Stockholm, död 30 augusti 1795 på Järva gård, var en svensk ämbetsman och ursprunglig ledamot av Svenska Akademien 1786–1795 (stol nr 12). 1786 invaldes han också som ledamot nummer 233 av Kungliga Vetenskapsakademien. Den 15 februari 1791 blev Schröderheim hedersledamot av Kungliga Vitterhets Historie och Antikvitets Akademien.
Han var son till biskopen i Karlstad Göran Klas Schröder.

## Biografi
Schröderheims administrativa förmåga i förening med hans spirituella umgängessätt gjorde honom tidigt till gunstling hos Gustav III. Som bondeståndets sekreterare vid riksdagen 1778/79 gick han kungens ärenden. Hans anseende undergrävdes dock av hans ekonomiska lättsinne och försök att sko sig på pastoratshandeln. Han komprometterades också i samband med högförräderiprocessen mot Armfelt på grund av sin brevväxling med denne, måste avgå som landshövding i Uppsala län 1794 och dog i armod 1795 på sin gård Herrjärva.
I sin ungdom hade han varit en av de ledande krafterna i det vittra sällskapet Utile Dulci. Gustav III kallade honom vid instiftelsen av Svenska Akademien 1786 till ledamot av densamma. Schröderheim författade flera tillfällighetsstycken, såsom den i tidens brev berömda, hittills otryckta prologen Kaffehuset, samt översatte och bearbetade flera komedier från franskan, av vilka bör nämnas Fjäsken eller den beställ-samme (tryckt 1791). Därjämte offentliggjorde Schröderheim åtskilliga tal och äreminnen. 
I handskrift efterlämnade han flera strödda historiska småskrifter rörande Gustav III:s historia, av vilka de mest betydande är Konung Gustaf III, hans rådkammare och gunstlingar, Om Gefle riksdag och Gustaf III:s sista sjukdom och död, alla utmärkta för ledig stil, spirituella, träffande omdömen och intim kännedom om händelser och personligheter. De utgavs 1851 jämte en del av Schröderheims brevväxling med kungen av K. V. Lilliecrona och 1892 åter med rättelser och tillägg av Elof Tegnér under titel Elis Schröderheims Skrifter till konung Gustaf III:s historia jämte urval ur Schröderheims brevväxling. 
Hans gravvård återfinns på Hedvig Eleonora kyrkogård i Stockholm. Där vilar även hustrun Anna Charlotta von Stapelmohr.

## Bilder

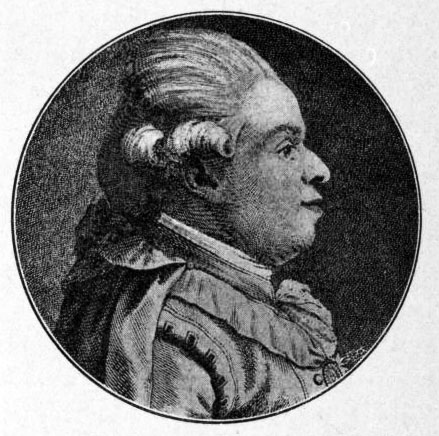
Elis Schröderheim. Efter gravyr 1778 av Johan Snack.
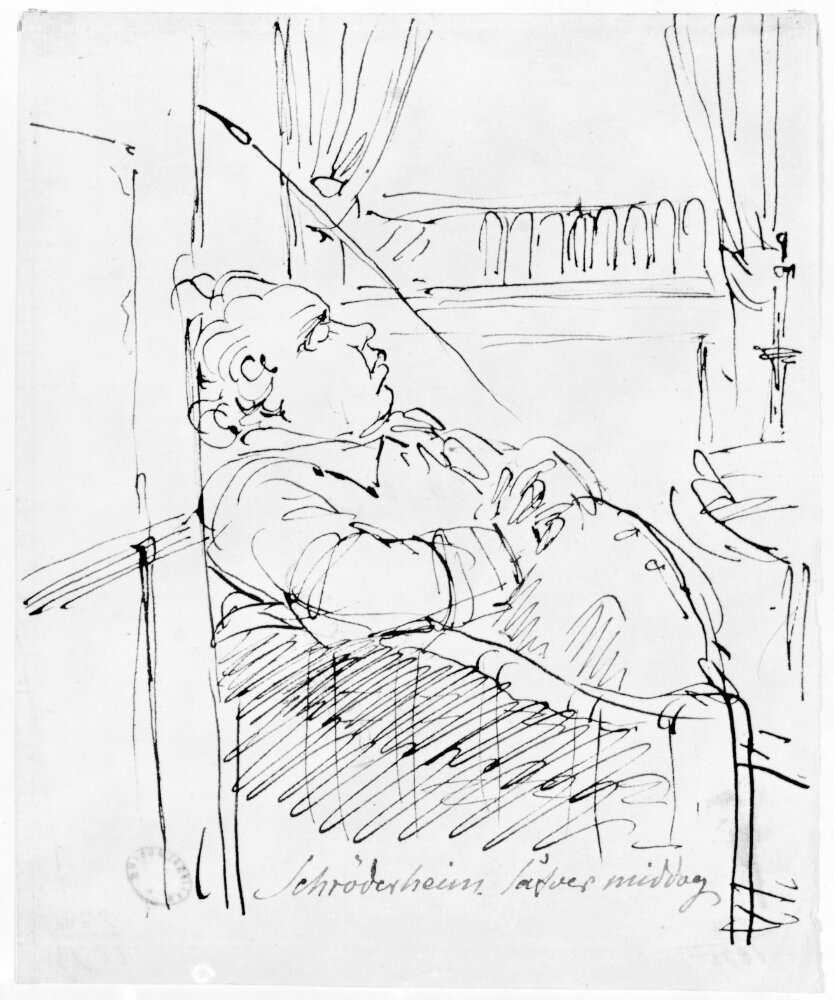
Schröderheim såfver middag. Teckning av Johan Tobias Sergel.
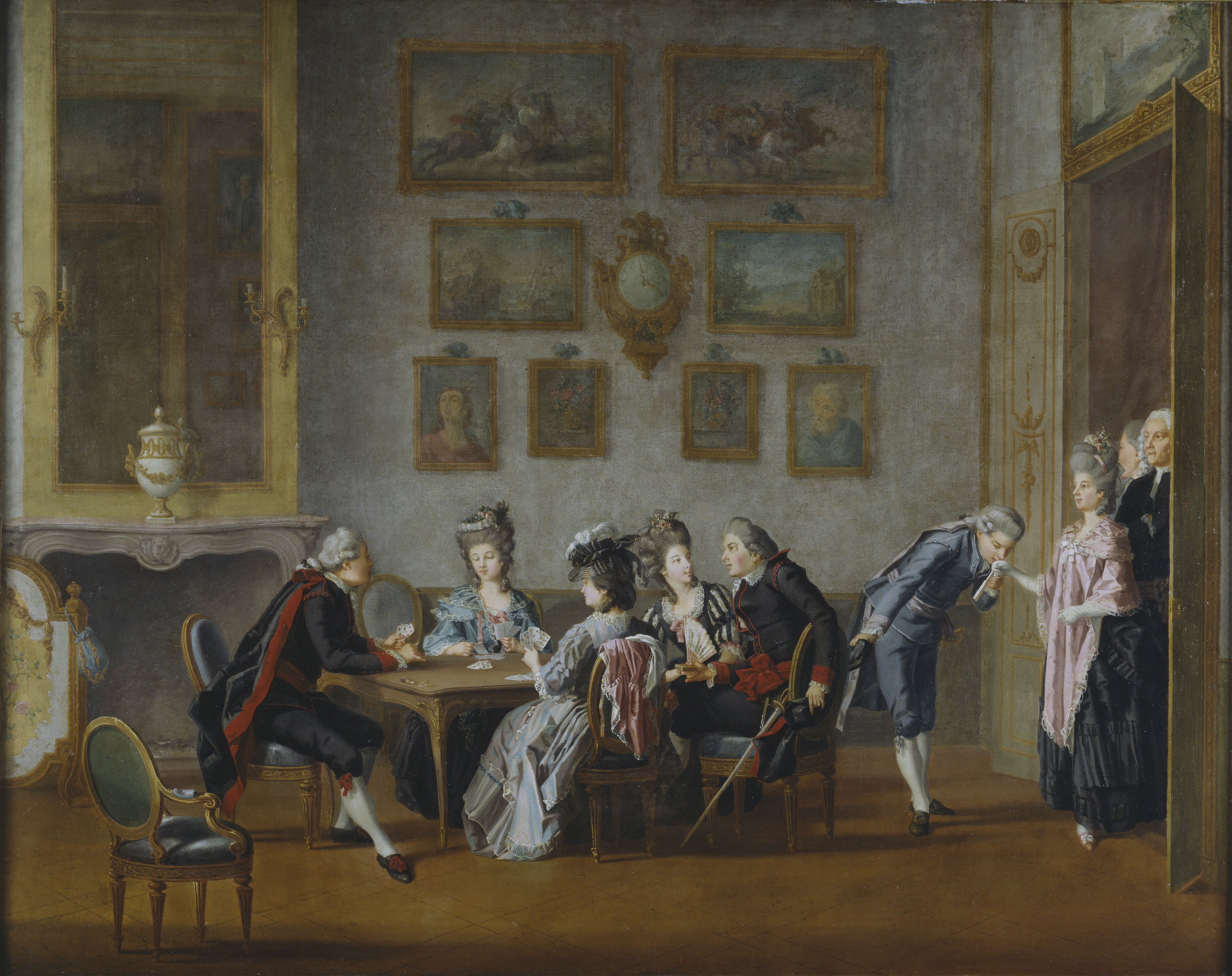
Kortspel hos Elis Schröderheim  av Pehr Hilleström, Nationalmuseum.
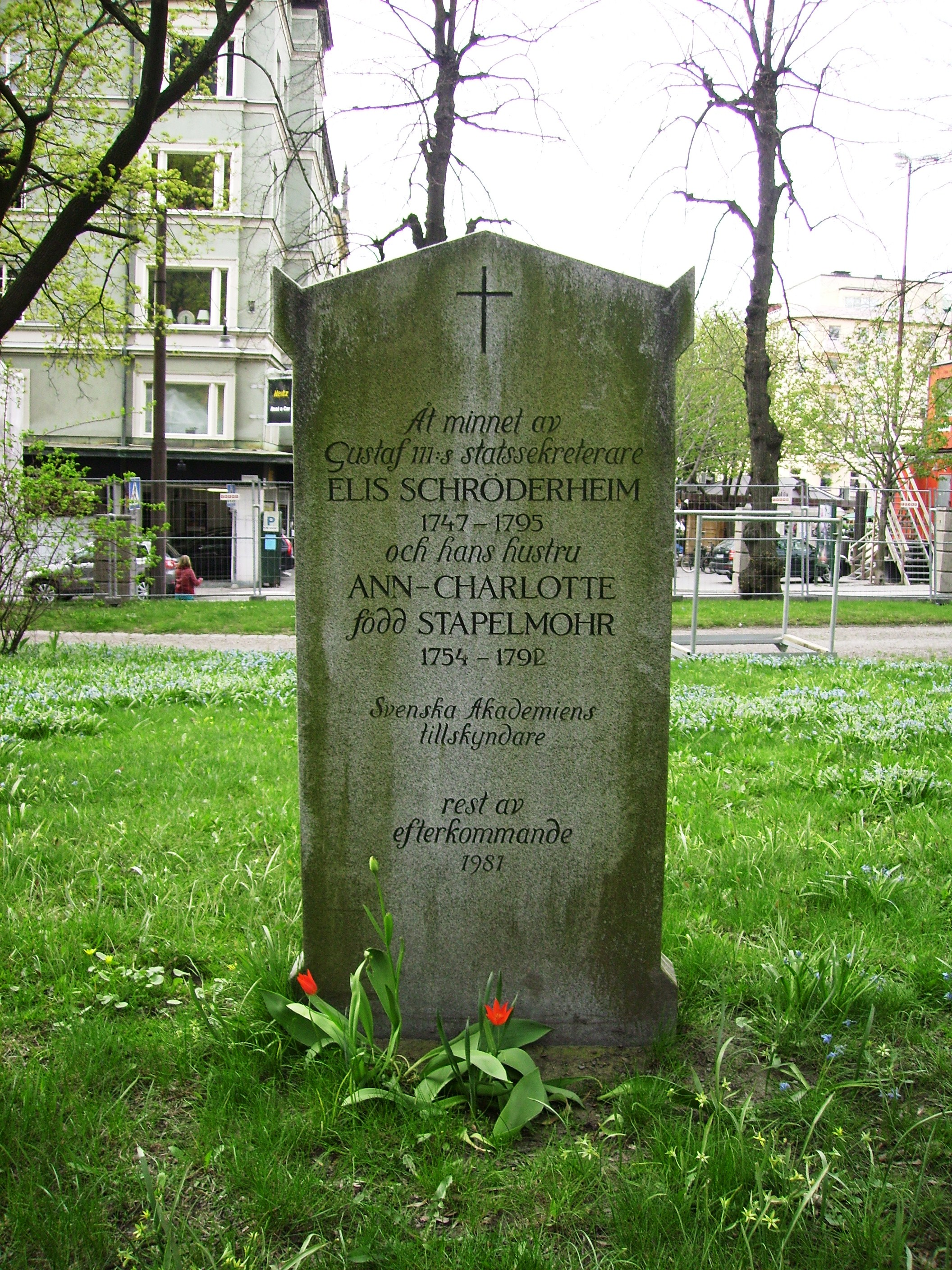
Minnessten över Elis och Anna Charlotta Schröderheim på Hedvig Eleonora kyrkogård.